# Вільям Едвард Айртон
Вільям Едвард Айртон (англ. William Edward Ayrton; 14 вересня 1847 р. Лондон, Велика Британія - 8 листопада 1908 р., там же)— англійський фізик і електротехнік.

## Освіта
Едвард Айртон народився в родині адвоката Едварда Нугента Айртона (1815-1873).
Едвард здобув освіту у вищій школі університетського коледжу, а потім закінчив університетський коледж Лондона.

## Кар'єра
У 1868 році Едвард вирушив в Бенгалію на службу до відділу телеграфу Індії.
У 1868 Державний секретар Індії нагородив його, фінансуючи річне дослідження електричної теорії і лабораторної техніки з сером Вільямом Томсоном з Університету Глазго.
Потім Едвард отримав стипендію на навчання в Європі, отримав практичний досвід роботи в телеграфних операціях поштового відділення під керівництвом Вільяма Генрі Приса в Саутгемптоні, а також в компанії Telegraph Construction and Maintenance Co в Лондоні.
Також в 1868 році працював помічником індійського телеграфного обслуговування.
У 1872 році Едвард був обраний членом товариства інженерів телеграфу.
У 1873 році він був призначений професором фізики і телеграфії в Імператорському технічному коледжі Токіо. Після повернення в Лондон через шість років він став професором прикладної фізики в технічному коледжі Фінсбурі і Гільдії Лондонського технічного інституту.
У 1884 році він був обраний професором електротехніки в центральному технічному коледжі в Південному Кенсінгтоні.
Едвард був обраний членом Лондонського королівського товариства і в 1901 році був нагороджений медаллю королівського товариства в знак визнання його внеску в дослідження в галузі фізики і техніки.
Під час своєї діяльності Едвард опублікував велику кількість статей по фізичним і, зокрема, електричним предметам.

## Родина
21 грудня 1871 Едвард одружився з Матильдою Чаплін. У 1874 році у них народилася дочка Едіт. У липні 1883 Матильда померла від туберкульозу.
У 1885 році одружився з Фен Сарою (Гертою) Маркс, інженером, математиком та винахідницею, а також першій в історії жінці, що отримала Медаль Г'юза
від Лондонського королівського товариства.

## Смерть
Едвард Айртон помер 8 листопада 1908 року в своєму будинку на площі Норфолк, Гайд-Парк в Лондоні.